# Heliconia lophocarpa
Heliconia lophocarpa är en enhjärtbladig växtart som beskrevs av G.S.Daniels och F.G.Stiles. Heliconia lophocarpa ingår i släktet Heliconia och familjen Heliconiaceae. Inga underarter finns listade.